# Khasan Khatsukov
Khasan Anzorovich Khatsukov (tiếng Nga: Хасан Анзорович Хацуков; sinh 27 tháng 7 năm 1995) là một cầu thủ bóng đá Nga. Anh đá cho câu lạc bộ Albania KF Bylis Ballsh.

## Sự nghiệp câu lạc bộ
Anh ra mắt chuyên nghiệp ở Giải bóng đá chuyên nghiệp quốc gia Nga cho FC Strogino Moscow ngày 8 tháng 8 năm 2014 trong trận đấu với FC Pskov-747 Pskov.